# 飞檐走壁
飞檐走壁是中国武术中“轻功”的一种表现形式，是一种实行者在建筑物的墙和屋顶行走的方式。“飞檐”指通过蹬踩墙面，达到房屋顶部，而“走壁”则指以近乎90°的身位在墙面行走一段距离。

## 虚構的飛簷走壁
以中國武術為題材的文學、電影等作品中經常有武功高强者飛簷走壁的内容。在電影拍攝中依靠[吊鋼絲]的手法，演員可以在任何地方随意移動。

## 现实中的飞檐走壁
兴起于法国的极限运动跑酷类似飞檐走壁的文艺描述。一些跑酷的实行者通过一些训练，能够徒手蹬上高数米的墙及越过多种障碍物。